# اس‌ام‌اس درسدن (۱۹۰۷)
اس‌ام‌اس درسدن (به آلمانی: SMS Dresden) یک ناو سبک نیروی دریایی امپراتوری آلمان از کلاس درسدن در طول جنگ جهانی اول بود که در سال ۱۹۰۷ ساخته و سال بعد وارد خدمت شد.
اس‌ام‌اس امدن کشتی خواهر این ناو در کلاس درسدن به حساب می‌آمد.